# Kandahar
För andra betydelser, se Kandahar (olika betydelser).
Kandahar (pashto: کندهار, dari: قندهار) är en stad i provinsen Kandahar i södra Afghanistan, belägen cirka 460 kilometer sydväst om Kabul. Staden är huvudstad i provinsen med samma namn. Den är landets näst största stad, med en beräknad folkmängd av cirka 472 000 invånare 2018. Staden har mycket gamla anor, men i sin nuvarande form skall den ha grundlagts av Alexander den store då Afghanistan var en del av hans stormakt Makedonien.
Majoriteten av stadens invånare är pashtuner.

## Historia

### Förhistoria
För 7 000 år sedan var området söder om Kandahar bebott, vilket arkeologiska utgrävningar har visat. Amerikanska arkeologer har funnit keramik och föremål i koppar och brons från 2000-talet f.Kr, som finns på Pennsylvanias Arkeologiska Museum.

### Antiken
Från 500-talet f.Kr. ingick Afghanistan i det persiska riket. År 334 f.Kr. erövrade Alexander den store Persien och 329 grundades Alexandria Arachosia, nuvarande Kandahar. På grund av sitt strategiska och kommersiella läge har Kandahar utsatts för många erövringar och återhämtningsperioder. En av Alexanders soldater Seleukos I tog över riket 305 f.Kr. och sålde Afghanistan till kungen av Mauryariket som sedan ärvdes av Ashoka. Därefter styrde en rad dynastier Kandahar.

### Medeltid
På 600-talet invaderade arabiska arméer högplatån söder om Hindukush och förde med sig den nya religionen. År 870 e.Kr. erövrades regionen Kandahar och styrdes därefter av en rad arabiska, persiska, turkiska och mongoliska krigsherrar. Staden förstördes av Djingis khan och Timur Lenk och låg därefter i Mogulriket.

### Modern tid

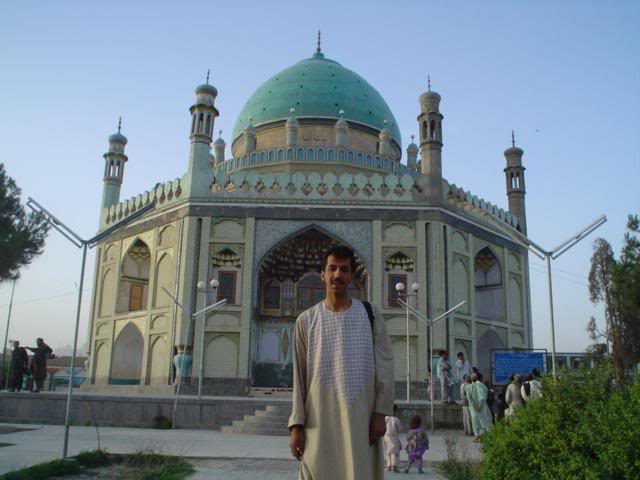
Ahmed shah Durranis mausoleum.

År 1747 avstod stormogulen Mohammed Nasir Afghanistan och Baluchistan till Ahmed shah Durrani. Durrani kröntes till kung vid en ceremoni i Kandahar och gjorde staden till huvudstad. Efter Durranis död 1780, flyttades huvudstaden till Kabul.
I början på 1800-talet kontrollerade brittiska imperiet hela den indiska subkontinenten. I nordost expanderade Kejsardömet Ryssland.
Emiren av Afghanistan, Dost Muhammed förde en balanspolitik mellan dessa båda stormakter.
Den nya generalguvernören över Indien, Lord Auckland litade inte på att Dost Muhammed kunde stå emot trycket från Ryssland och invaderade Kandahar i april 1839. Dost Muhammed tillfångatogs och en marionettregering tillsattes i Kabul. Men det afghanska folket accepterade inte en utländsk regering, uppror bröt ut vilket ledde till gerillakrig. Under det  andra anglo-afghanska kriget vann engelska styrkor under general Roberts slaget vid Kandahar.

### 1900-talet
År 1929 tog upprorsledaren Habibullah Kalakâni makten i Kabul och störtade emiren Amanullah Khan. Denne hade ett ambitiöst program för att reformera landet efter västerländskt mönster, men avsattes och flydde söderut i en kunglig Rolls Royce via Kandahar och sökte asyl i Brittiska Indien. Befolkningen i Kandahar hade stött emiren, men fick lida under Kalakânis hårdföra styre.
Under Afghansk-sovjetiska kriget drabbades staden svårt, då Sovjetunionen fällde bombmattor över Kandahar 1987.
Under talibanernas styre 1996-2001 var Kandahar säte för talibanernas högsta ledning, som fattade alla viktiga beslut.

## Kommunikationer

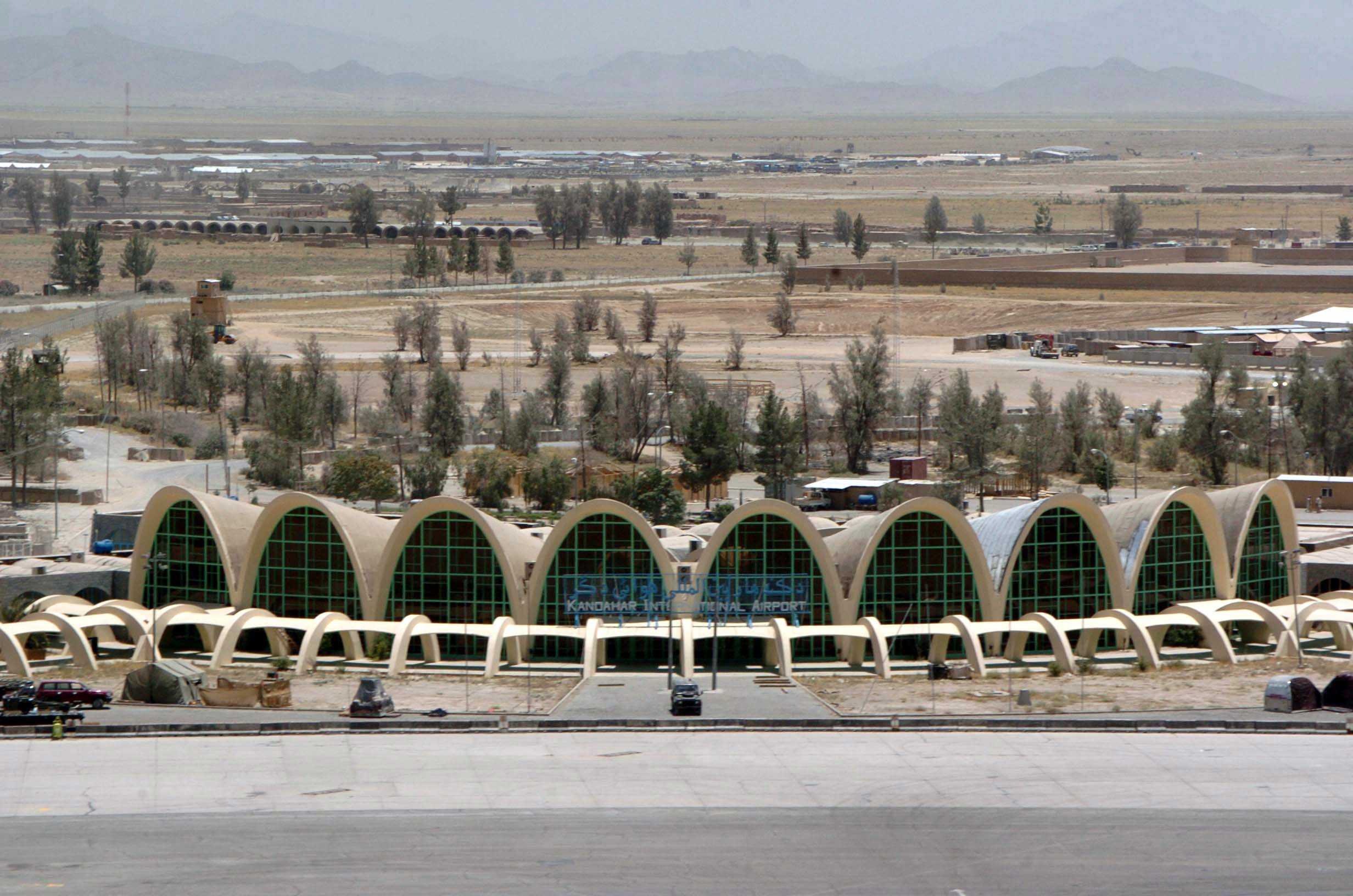
Kandahars internationella flygplats 2005.

Staden betjänas av Kandahars internationella flygplats, som under Afghanistankriget använts främst för militära ändamål. Sedan 2006 är dock flygplatsen öppen även för civil trafik.
Två motorvägar, Kabul-Kandahar-vägen och Kandahar-Herat-vägen binder samman landets tre största städer.

## Kända personer från Kandahar
- Ahmed shah Durrani
- Dost Muhammed
- Abd-ar-rahman (1845–1901)
- Mohammed Zahir Shah
- Mohammed Daoud Khan
- Hamid Karzai
- Ahmed Wali Karzai